# Lily Thibeault
 (février 2021).
Si vous disposez d'ouvrages ou d'articles de référence ou si vous connaissez des sites web de qualité traitant du thème abordé ici, merci de compléter l'article en donnant les références utiles à sa vérifiabilité et en les liant à la section « Notes et références ».
Lily Thibeault est une comédienne et autrice québécoise originaire de Grand-Mère dans la région de la Mauricie. Elle se fait connaître notamment dans l'émission Annie et ses hommes sur le réseau TVA où elle incarne le personnage de Maude. Elle interprète le rôle de Mélanie dans la série France Kbek diffusée sur la chaîne française OCS.
On a pu la voir dans différentes téléséries telles que District 31, Ruptures, Toute la vie, L'Écrivain public et au grand écran dans Polytechnique, Les Poètes de Ferré et À tous ceux qui ne me lisent pas. 

## Biographie
En 2004 elle fait sa première apparition télévisée dans la série, Virginie, sur les ondes de Radio-Canada. Au cours de la même année, elle incarne le rôle de Laura Laloux dans la série télévisée jeunesse Watatatow. En 2006, elle joue dans la série dramatique Minuit, le soir et dans la série télévisée C.A. en 2007 à Radio-Canada.

## Filmographie

### Télévision
- 2004 - 2005 : Virginie : Josiane Despaties
- 2004 - 2005 : Watatatow : Laura Laloux
- 2006 - 2009 : Annie et ses hommes : Maude
- 2006 : Minuit, le soir
- 2007 : C.A. : blonde de Guillaume
- 2014-... : France Kbek (saisons 1 et 2) : Mélanie
- 2016 : Mémoires vives : Joannie Larochelle
- 2017 : District 31 : Erika Poulin
- 2017 : Unité 9 : femme chez Serge
- 2017-2020 : L'Écrivain public : Rachel
- 2019 : Discussions avec mes parents : femme aveugle
- 2020 : Toute la vie : urgentologue
- 2023 : Stat :  Christine
- 2023 : Mégantic : Katy
- 2024 : Indéfendable : Delphine Couture

### Webtélés
- 2009 : LeCouple.tv : Marie

### Cinéma
- 2005 : La pharmacie de l’espoir
- 2008 : Polytechnique
- 2010 : Dolorès
- 2018 : À tous ceux qui ne me lisent pas
- 2019 : Jeune Juliette
- 2025 : Ma belle-mère est une sorcière de Joëlle Desjardins Paquette (en) : Stéphanie Séguin

## Improvisation
- 2010-aujourd’hui : Ligue d'improvisation montréalaise

## Prix
lecouple.tv :  prix du jury catégorie Fiction, prix du public catégorie Fiction et grand prix du public toutes catégories WEB TV Festival de La Rochelle en 2010[réf. nécessaire]